# 唐木田駅

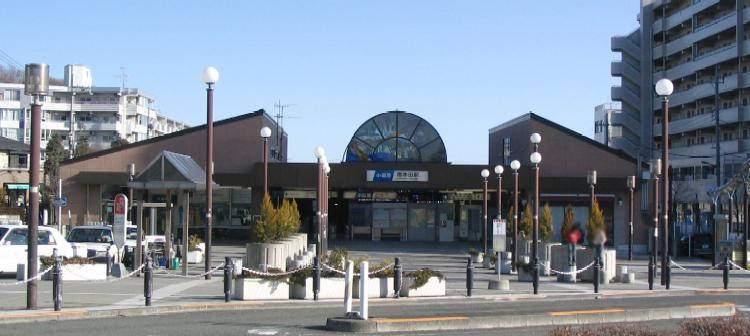
唐木田駅（2005年2月6日）

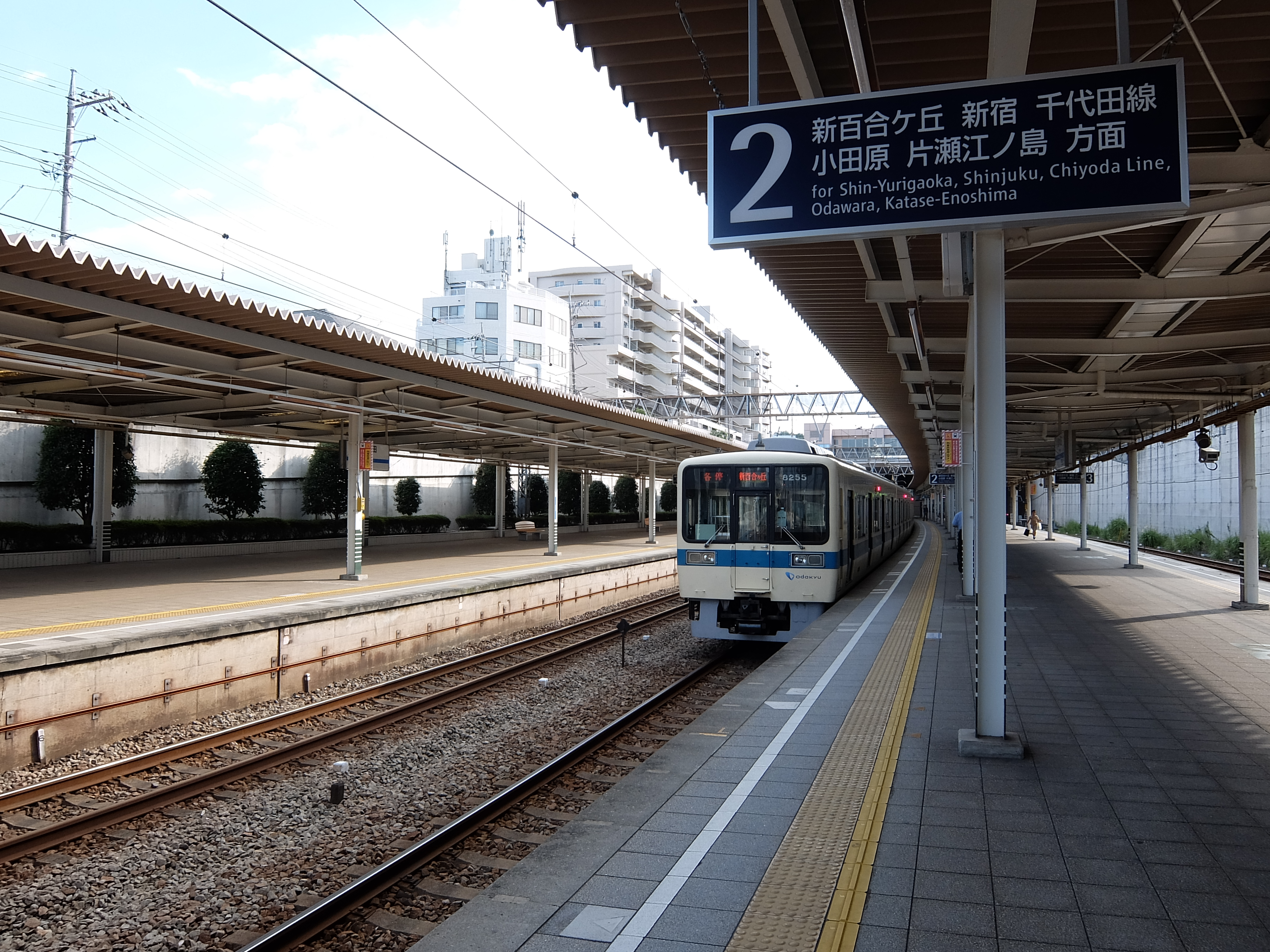
ホームの様子（2014年9月14日）

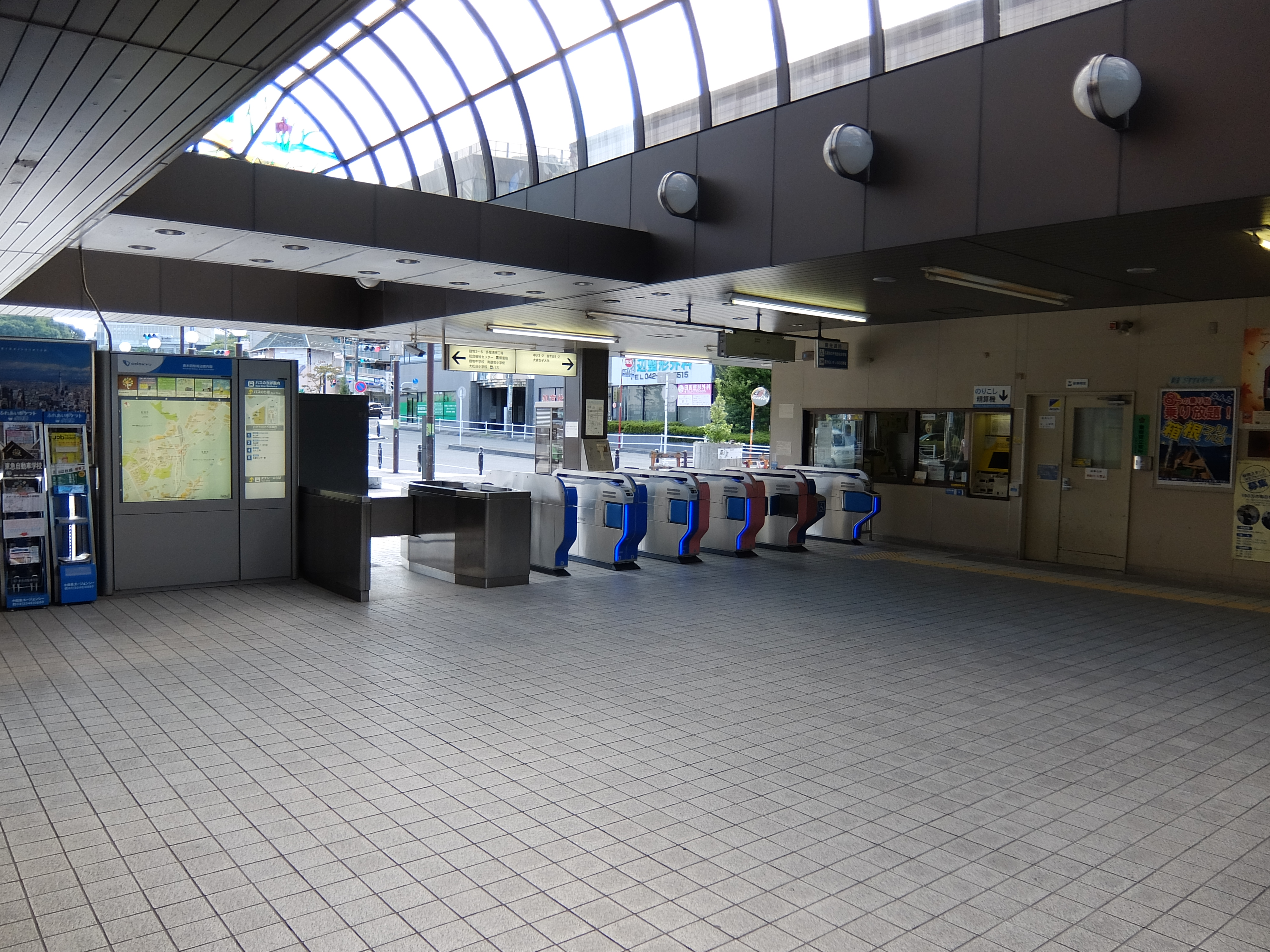
改札付近（2014年9月14日）

唐木田駅（からきだえき）は、東京都多摩市唐木田一丁目にある、小田急電鉄多摩線の駅であり、同線の終着駅である。駅番号はOT 07。

## 歴史
当駅が開設された経緯については、多摩線小田急多摩センター駅から相模原方面への延伸構想ルート上の駅と位置付けられるが、多摩ニュータウン建設計画の中で清掃工場等に地域の土地を提供した開発前の地元住民らからの請願が実現したものである。清掃工場の位置については、出来るだけ人家より離れた場所に設置が求められ、決定までに紆余曲折があったが、低公害の最新設備を導入することにより現行の場所となった。また、小田急電鉄側も車庫用地確保の必要性の絡みから駅の併設を合意することとなった。

### 年表
- 1990年（平成2年）3月27日：多摩線延伸時に終着駅として開設。小田急電鉄69番目の駅である[1]。当時は各停のみの運行だった。
- 2000年（平成12年）12月2日：特急ロマンスカー「ホームウェイ」と急行の多摩線での運行が開始され、停車駅となる。
- 2002年（平成14年）3月23日：多摩急行運行開始、停車駅となる[2]。
- 2004年（平成16年）12月11日：区間準急運行開始、停車駅となる[3]。
- 2008年（平成20年）3月20日：特急ロマンスカー「メトロホームウェイ」運行開始、その終着駅となる。
- 2016年（平成28年）3月26日：当駅着特急ロマンスカー「ホームウェイ」・「メトロホームウェイ」および区間準急が全廃。また、JR東日本E233系が入線開始。
- 2018年（平成30年）3月17日：土休日に1本だけ運行されていた急行新宿行が平日・土休日の広い時間帯に運行されるようになる。快速急行・通勤急行が新設され、準急・千代田線直通急行・多摩急行は廃止。ただし、小田急多摩センター始発急行・通勤急行が設定されたため、当駅の急行などの優等列車本数は減便されている[4]。

### 駅名の由来
駅所在地南西の地名から。駅名は「唐木田」であるが、ホーム北端 - 南端までの大部分は多摩市中沢地区にある。ただし、駅事務室や駅舎内の店舗敷地は唐木田地区にある。

## 駅構造
単式ホーム1面1線（1番ホーム）と島式ホーム1面2線（2・3番ホーム）の計2面3線を有する地上駅。橋上駅舎を備える。改札へ連絡する階段は南端にしかないため、多くの発着列車では階段付近の車両に乗客が集まる。喜多見検車区唐木田出張所があることから回送列車発着が多いが、配線の都合上、喜多見検車区唐木田出張所からスイッチバックせずに進入出来るのは2・3番ホームのみである。

### のりば
| ホーム | 路線   | 行先                            |
| ------ | ------ | ------------------------------- |
| 1 - 3  | 多摩線 | 新百合ヶ丘・新宿・ 千代田線方面 |

- 2025年3月改正以降、日中時間帯は急行が10分間隔で毎時6本発着する。(新宿駅発着、千代田線直通どちらも20分間隔で毎時3本ずつ)

## 利用状況
2024年度（令和6年度）の1日平均乗降人員は14,316人である。小田急線全70駅中56位。多摩線優等列車停車駅では最も少ない駅となっている。
近年の1日平均乗降・乗車人員の推移は以下の通り。
| 年度               | 1日平均 乗降人員 | 1日平均 乗車人員 | 出典              |
| ------------------ | ---------------- | ---------------- | ----------------- |
| 1989年（平成元年） | 2,944            |                  |                   |
| 1990年（平成02年） |                  | 2,227            | [ 東京都統計 1 ]  |
| 1991年（平成03年） |                  | 2,959            | [ 東京都統計 2 ]  |
| 1992年（平成04年） |                  | 3,723            | [ 東京都統計 3 ]  |
| 1993年（平成05年） | 9,190            | 4,718            | [ 東京都統計 4 ]  |
| 1994年（平成06年） |                  | 5,332            | [ 東京都統計 5 ]  |
| 1995年（平成07年） |                  | 5,557            | [ 東京都統計 6 ]  |
| 1996年（平成08年） |                  | 5,808            | [ 東京都統計 7 ]  |
| 1997年（平成09年） |                  | 6,134            | [ 東京都統計 8 ]  |
| 1998年（平成10年） | 12,845           | 6,466            | [ 東京都統計 9 ]  |
| 1999年（平成11年） | 12,983           | 6,587            | [ 東京都統計 10 ] |
| 2000年（平成12年） | 13,329           | 6,729            | [ 東京都統計 11 ] |
| 2001年（平成13年） | 13,884           | 7,011            | [ 東京都統計 12 ] |
| 2002年（平成14年） | 14,947           | 7,584            | [ 東京都統計 13 ] |
| 2003年（平成15年） | 16,037           | 8,156            | [ 東京都統計 14 ] |
| 2004年（平成16年） | 16,996           | 8,460            | [ 東京都統計 15 ] |
| 2005年（平成17年） | 18,066           | 8,964            | [ 東京都統計 16 ] |
| 2006年（平成18年） | 18,884           | 9,395            | [ 東京都統計 17 ] |
| 2007年（平成19年） | 19,576           | 9,765            | [ 東京都統計 18 ] |
| 2008年（平成20年） | 19,994           | 9,986            | [ 東京都統計 19 ] |
| 2009年（平成21年） | 20,539           | 10,265           | [ 東京都統計 20 ] |
| 2010年（平成22年） | 21,228           | 10,634           | [ 東京都統計 21 ] |
| 2011年（平成23年） | 21,096           | 10,572           | [ 東京都統計 22 ] |
| 2012年（平成24年） | 21,330           | 10,702           | [ 東京都統計 23 ] |
| 2013年（平成25年） | 21,719           | 10,895           | [ 東京都統計 24 ] |
| 2014年（平成26年） | 21,004           | 10,557           | [ 東京都統計 25 ] |
| 2015年（平成27年） | 21,078           | 10,578           | [ 東京都統計 26 ] |
| 2016年（平成28年） | 20,573           | 10,324           | [ 東京都統計 27 ] |
| 2017年（平成29年） | 19,277           | 9,675            | [ 東京都統計 28 ] |
| 2018年（平成30年） | 17,544           | 8,770            | [ 東京都統計 29 ] |
| 2019年（令和元年） | 17,207           | 8,604            | [ 東京都統計 30 ] |
| 2020年（令和02年） | 11,753           | 5,849            | [ 東京都統計 31 ] |
| 2021年（令和03年） | 13,037           | 6,488            | [ 東京都統計 32 ] |
| 2022年（令和04年） | 13,716           |                  |                   |
| 2023年（令和05年） | 13,964           |                  |                   |
| 2024年（令和06年） | 14,316           |                  |                   |

備考
1. ↑  1990年3月27日開業。開業日 - 同年3月31日までの計5日間を集計したデータ。

## 駅周辺
- 駅構内

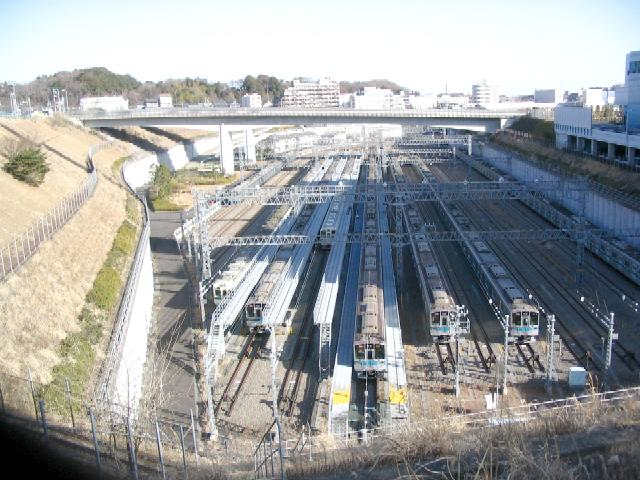
唐木田車庫に留置される車両群

  - 横浜銀行 多摩センター支店小田急唐木田駅出張所
- 駅前
  - 小田急電鉄喜多見検車区 唐木田出張所
  - 警視庁多摩中央警察署 唐木田駅前駐在所
  - 唐木田駅前郵便局
  - マルエツ 唐木田駅前店
  - DCM 唐木田店
  - アコースティックアベニュー （楽器 製造・輸入・販売）
  - ボーズ・サービスセンター （総合音響機器メーカー）
  - 東京エレクトロン（各種熱風乾燥器製造・販売）[6]
- 駅東側
  - からきだ菖蒲館（唐木田コミュニティセンター・市立唐木田図書館）
  - 多摩ニュータウン環境組合（多摩清掃工場）一部事務組合（構成市 八王子・町田・多摩）
  - 多摩市総合福祉センター
  - アクアブルー多摩（多摩市立室内温水プール）
  - 東京国際カントリークラブ
  - 多摩市立大松台小学校
  - 多摩市立鶴牧中学校
  - 多摩市立南鶴牧小学校
- 駅西側
  - 大妻女子大学 多摩キャンパス
  - 大妻多摩中学校・高等学校
  - 大和証券研修センター
  - 三菱UFJ銀行情報センター
  - 全労済情報センター
  - ジェームス 唐木田店
  - 関東三菱自動車販売株式会社・多摩ニュータウン店
  - 三菱自動車・多摩デザインセンター
  - 唐木田公園
  - 唐木田稲荷神社
  - からきだの道
  - 東急ドライビングスクール
  - ぐりーんうぉーく多摩

## バス路線
路線バスは、特記以外は京王バスにより運行されている。なお、当駅周辺のバス停には「バス停番号」が付与されていない。路線詳細は京王バス多摩営業所、神奈川中央交通町田営業所を参照。
- 唐木田駅
  - 唐木田駅改札前のりば
    - 永52系統 『多摩市ミニバス東西線（右循環）』多摩センター駅経由 永山駅行

  - DCM前のりば
    - 永53系統 『多摩市ミニバス東西線（左循環）』豊ヶ丘四丁目経由 永山駅行
- 唐木田駅東 - 都道158号 唐木田駅入口交差点の北側に設置
  - 多43系統 多摩センター駅行
  - 多43系統 日大三高行
  - 検証運行 多摩南部地域病院行 ※降車専用（神奈川中央交通）
  - 検証運行 小山田桜台行 ※乗車専用（同上）
- 長坂公園 - 都道158号 唐木田駅入口交差点の南側に設置
  - 多43系統 上落合経由 多摩センター駅行
  - 多45系統 鶴牧西公園経由 多摩センター駅行
  - 多43・45系統 日大三高行

## その他
多摩線を当駅より町田市小山田・神奈川県相模原市方面へ延伸する計画がある。

## 隣の駅
小田急電鉄
 多摩線
■快速急行・□通勤急行・■急行・■各駅停車（通勤急行は平日朝上りのみ、いずれの種別も小田急永山までは各駅に停車）
小田急多摩センター駅 (OT 06) - 唐木田駅 (OT 07)

### 利用状況の出典
小田急電鉄の1日平均利用客数
1. 1 2 3  “鉄道部門：駅別乗降人員・輸送人員ほか”.   小田急電鉄. 2025年7月19日時点のオリジナルよりアーカイブ。2025年7月24日閲覧。
2. ↑  1日平均乗降人数 - ウェイバックマシン（2001年1月27日アーカイブ分）、2022年8月13日閲覧
3. ↑  1日平均乗降人数 - ウェイバックマシン（2002年4月2日アーカイブ分）、2022年8月13日閲覧
4. ↑  1日平均乗降人数 - ウェイバックマシン（2002年10月8日アーカイブ分）、2022年8月13日閲覧
5. ↑  1日平均乗降人数 - ウェイバックマシン（2003年6月22日アーカイブ分）、2022年8月13日閲覧
6. ↑  1日平均乗降人数 - ウェイバックマシン（2004年6月23日アーカイブ分）、2022年8月13日閲覧
7. ↑  1日平均乗降人数 - ウェイバックマシン（2005年11月28日アーカイブ分）、2022年8月13日閲覧
8. ↑  1日平均乗降人数 - ウェイバックマシン（2006年6月15日アーカイブ分）、2022年8月13日閲覧
9. ↑  1日平均乗降人数 - ウェイバックマシン（2007年6月23日アーカイブ分）、2022年8月13日閲覧
10. ↑  1日平均乗降人数 - ウェイバックマシン（2008年9月17日アーカイブ分）、2022年8月13日閲覧
11. ↑  1日平均乗降人数 - ウェイバックマシン（2009年9月20日アーカイブ分）、2022年8月13日閲覧
12. ↑  1日平均乗降人数 - ウェイバックマシン（2010年7月19日アーカイブ分）、2022年8月13日閲覧
13. ↑  1日平均乗降人数 - ウェイバックマシン（2011年11月26日アーカイブ分）、2022年8月13日閲覧
14. ↑  1日平均乗降人数 - ウェイバックマシン（2012年9月8日アーカイブ分）、2022年8月13日閲覧
15. ↑  1日平均乗降人数 - ウェイバックマシン（2013年10月19日アーカイブ分）、2022年8月13日閲覧
16. ↑  1日平均乗降人数 - ウェイバックマシン（2014年10月6日アーカイブ分）、2022年8月13日閲覧
17. ↑  1日平均乗降人数 - ウェイバックマシン（2015年10月28日アーカイブ分）、2022年8月13日閲覧
18. ↑  1日平均乗降人数 - ウェイバックマシン（2016年9月2日アーカイブ分）、2022年8月13日閲覧
19. ↑  1日平均乗降人数 - ウェイバックマシン（2017年10月13日アーカイブ分）、2022年8月13日閲覧
20. ↑  鉄道部門：1日平均駅別乗降人員 - ウェイバックマシン（2019年5月15日アーカイブ分）、2022年8月13日閲覧
21. ↑  鉄道部門：1日平均駅別乗降人員 - ウェイバックマシン（2020年4月8日アーカイブ分）、2022年8月13日閲覧
22. ↑  鉄道部門：1日平均駅別乗降人員 - ウェイバックマシン（2020年8月18日アーカイブ分）、2022年8月13日閲覧
23. ↑  鉄道部門：1日平均駅別乗降人員 - ウェイバックマシン（2021年12月15日アーカイブ分）、2022年8月13日閲覧
24. ↑  鉄道部門：1日平均駅別乗降人員 - ウェイバックマシン（2022年8月1日アーカイブ分）、2022年8月13日閲覧
25. ↑  鉄道部門：1日平均駅別乗降人員 - ウェイバックマシン（2023年7月1日アーカイブ分）、2023年8月1日閲覧
26. ↑  “鉄道部門：駅別乗降人員・輸送人員ほか”.   小田急電鉄. 2024年6月28日時点のオリジナルよりアーカイブ。2025年7月24日閲覧。

小田急電鉄の統計データ
1. ↑  統計たま - 多摩市
2. ↑  レポート - 関東交通広告協議会
3. ↑  東京都統計年鑑

東京都統計年鑑
1. ↑  平成2年
2. ↑  平成3年
3. ↑  平成4年
4. ↑  平成5年
5. ↑  平成6年
6. ↑  平成7年
7. ↑  平成8年
8. ↑  平成9年
9. ↑  平成10年 (PDF)
10. ↑  平成11年 (PDF)
11. ↑  平成12年
12. ↑  平成13年
13. ↑  平成14年
14. ↑  平成15年
15. ↑  平成16年
16. ↑  平成17年
17. ↑  平成18年
18. ↑  平成19年
19. ↑  平成20年
20. ↑  平成21年
21. ↑  平成22年
22. ↑  平成23年
23. ↑  平成24年
24. ↑  平成25年
25. ↑  平成26年
26. ↑  平成27年
27. ↑  平成28年
28. ↑  平成29年
29. ↑  平成30年
30. ↑  平成31年･令和元年
31. ↑  令和2年
32. ↑  令和3年